# Diphylleia
Diphylleia é um género botânico pertencente à família Berberidaceae.

## Espécies
- Diphylleia cymosa
- Diphylleia grayi
- Diphylleia sinensis